# Valentin Trentin

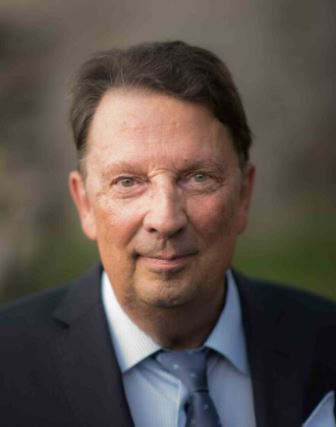
Valentin Trentin (2017)

Valentin Trentin (* 1. Oktober 1948 in Arbon; heimatberechtigt in Bischofszell) ist ein ehemaliger Schweizer Politiker (SP) sowie Autor.

## Biografie
Trentin wohnte ab 1955 in Suhr, Kanton Aargau, wo er von 1955 bis 1960 die Primarschule besuchte. Von 1960 bis 1964 folgten vier Jahre an der Bezirksschule in Gränichen. Von 1964 bis 1968 absolvierte er das Lehrerseminar Wettingen.
Von 1968 bis 1970 war Trentin Lehrer an der damaligen Hilfsschule Spreitenbach. Danach unterrichtete er von 1971 bis 1974 an der Kantonalen Kinderbeobachtungstation der Psychiatrischen Klinik Königsfelden unter P. Moor und studierte berufsbegleitend Heilpädagogik am Institut für Spezielle Psychologie und Pädagogik in Basel. Nach einer kurzen Lehrtätigkeit an der Sekundarschule Rüfenach studierte Trentin 1974/75 zwei Semester an den Séctions Universitaires der Sorbonne. Er erwarb das Sekundarlehrerpatent und wirkte von 1975 bis 1982 als Hauptlehrer an der Sekundarschule Rüfenach.
1980 trat Trentin der Sektion Brugg der Sozialdemokratischen Partei der Schweiz bei. Von 1982 bis 1987 war er hauptamtlicher Parteisekretär der SP des Kantons Aargau und ex officio Mitglied des Parteivorstandes der SP Schweiz. In Brugg führte er als ihr Präsident die SP-Stadtpartei und gehörte dem Einwohnerrat an. Ausserdem war er Mitglied des Schulrates des Bezirks Brugg und bis 1989 Mitglied des Grossen Rates des Kantons Aargau. 1996 trat er wegen Differenzen zur politischen Ausrichtung (Sicherheitspolitik und Kapitalismusdisput) aus der Sozialdemokratischen Partei aus. Von 2018 bis zur Fusion mit Brugg 2020 war er Gemeinderat (Exekutive) in der Gemeinde Schinznach-Bad (Kanton Aargau).
In den Jahren 1988 bis 1989 war Trentin Associate Partner bei der CGZ Consulting Gruppe Zürich AG und später für kurze Zeit Delegierter des IKRK. In die Schweiz zurückgekehrt, bildete er sich berufsbegleitend am Institut für Angewandte Psychologie (IAP) zum betrieblichen Ausbildungsleiter weiter. In der Folge war er als Ausbildungsleiter in der Papierindustrie (Mühlebach AG) tätig. Es folgte eine Anstellung als Personalchef in einem Unternehmen für Sicherheitselektronik und Chiffriertechnik (Crypto AG). Hernach war er Sonderbeauftragter des Verwaltungsratspräsidenten einer Fluggesellschaft (Classic Air), die Rund- und Städteflüge mit zwei DC-3 anbot.
Von 1998 bis 2010 unterrichtete Trentin wieder. Er engagierte sich vorwiegend für bildungs- und sicherheitspolitische Problemkreise. Seit 2010 ist er als Autor, Kolumnist und Ghostwriter für Private und Unternehmungen aktiv.

## Werke
- Artmanns Episteln. 1. Auflage. Kriterion-Verlag, Zürich 2012, ISBN 978-3-033-03265-1; 2. Auflage, swiboo-Verlag, Frick, 2013, ISBN 978-3-906112-03-9.
- Kurzgeschichten Nr. 1, swiboo-Verlag, Frick, 2014, ISBN 978-3-906112-22-0.
- Mikrobiologie des Alltags, Kurzgeschichten Nr. 2, swiboo-Verlag, Frick, 2015, ISBN 978-3-906112-38-1.
- E. Gabriel & Cie. GmbH, Kurzgeschichten und Satiren Nr. 3, swiboo-Verlag, Frick 2016, ISBN 978-3-906112-75-6.
- Schattenwelten, Erzählungen und Satiren Nr. 4, swiboo-Verlag, Frick 2019, 2. Auflage, ISBN 978-3-907106-19-8.
- Aphorismen, swiboo-Verlag, Frick 2020, 2. Auflage, ISBN 978-3-907106-33-4.
- Querbeet, Neujahrsgabe 2021, Effingermedien AG, Brugg, 2020, keine ISBN-Nummer
- Aphorismen, swiboo-Verlag, Frick 2020, 2. Auflage, ISBN 978-3-907106-33-4.
- Die Vitaforce-Chroniken, swiboo-Verlag, Frick 2020, 1. Auflage, ISBN 978-3-907106-47-1.
- Pommiers Inferno, swiboo-Verlag, Frick 2022, 1. Auflage, ISBN 978-3-907106-82-2.
- Essays und Aphorismen II, swiboo-Verlag, Frick 2024, ISBN 978-3-907424-21-6